# オーディオビジュアルノベル
オーディオビジュアルノベル（Audio Visual Novel）とは、日本のソフトウェアメーカー、(株)オフィスエランが提唱するマルチメディア小説の形式であり登録商標。
ゲームではなくあくまで小説のマルチメディア化であり選択肢や名前入力等の要素は一切排除されている。
小説コンテンツをマルチメディア化することでの新しい楽しみを提案し、小説を読む習慣の無い者にも読みやすくすることを目的としていると報道されている。
2008年にWindows用DVD-ROMとして初タイトル「ライフウィズアイドル」が発売され、翌2009年にはその続編が発売された。タイトルに関連する音楽CDも発売され、各種メディアで報じられた。
2010年10月には、iPad用の初タイトルとして小松左京「空中都市008 -アオゾラ市のものがたり-」が発売された。
オーディオビジュアルノベル推進団体が運用する公式Webサイトには、2011年の新作タイトル「夏雲の空へ」についての記述が見られる。
また、公式Webサイトでは小松左京による推薦の言葉も掲載している。

## 概要
（2009年2月　Yahoo!ニューストップ/日経トレンディネット掲載より）
現在のオーディオビジュアルノベルはPC（Windows環境）で読む小説である。そのパッケージや操作画面から、一見するとゲームとして捉えられがちであるが、前提に小説があり、そこに音楽や、台詞の音声データ、高品質なBGMといったデータを付加してマルチメディア化した、新たな小説のひとつの形とされている。
これはアニメ的表現を巧みに文章に取り入れた「ライトノベル」の進化系とみなされる。ライトノベルで重要視されている、挿絵（イラスト）の強化と、更に声優による台詞部分の読み上げ、高品質なBGMなどが特徴としてあげられる。
操作は、手でページをめくるように、クリック（エンターキー）で、活字を読み進める形となる。場面が変わるごとに、イラストやBGMも変わる。　
BGMが流れ出すことによって次の展開を想像させ、登場人物の台詞部分は声優が感情豊かに表現する。主人公が歌うシーンがあれば、その曲も用意されている。これまで個々が活字からの情報のみで想像して補わなければいけなかった部分を、各データが補助をする仕掛けとなっている。その仕掛けにより、読者は活字を読みなれていなくても、ストーリーを最後まで読み進めていくことが出来る。 
栞をはさんで読書を中断するように、セーブ機能もついており、続きは好きなときに読み始めることが出来る。
実際に、普通の文庫では完読できなかった層から、完読できたとの感想もあがっているそうである。
小説には、活字からの情報より、あらゆる事柄を想像するという楽しみの要素がある。オーディオビジュアルノベルが目標として掲げているのは、そういった想像しながら読書することに不慣れなユーザーに、まず物語を最後まで読み終えてもらうこと、そして物語を楽しんでもらうこととしている。

## 関連作品
- ライフウィズアイドル（2008年8月29日発売・ASIN: B001DFQ3YI ）
- AVN for iPad　小松左京「空中都市008 -アオゾラ市のものがたり-」(1-3章)アップル社紹介ページ